# Eurispa normalis
Eurispa normalis es una especie de insecto coleóptero de la familia Chrysomelidae.
Fue descrita científicamente en 1869 por Baly.